# Magret
Le magret (de l'occitan magret, diminutif de magre, maigre) est un filet de viande maigre, originaire de la cuisine gersoise, découpé à partir de la poitrine d'une oie ou d'un canard gras, engraissé par gavage, les mêmes qui servent à produire le confit et le foie gras.

## Description
Il peut être séché ou fumé, coupé en fines tranches, et cuit au gril ou à la poêle, traditionnellement grillé ou rosé en surface et saignant à cœur, à l'image du steak ou du rosbif de bœuf.

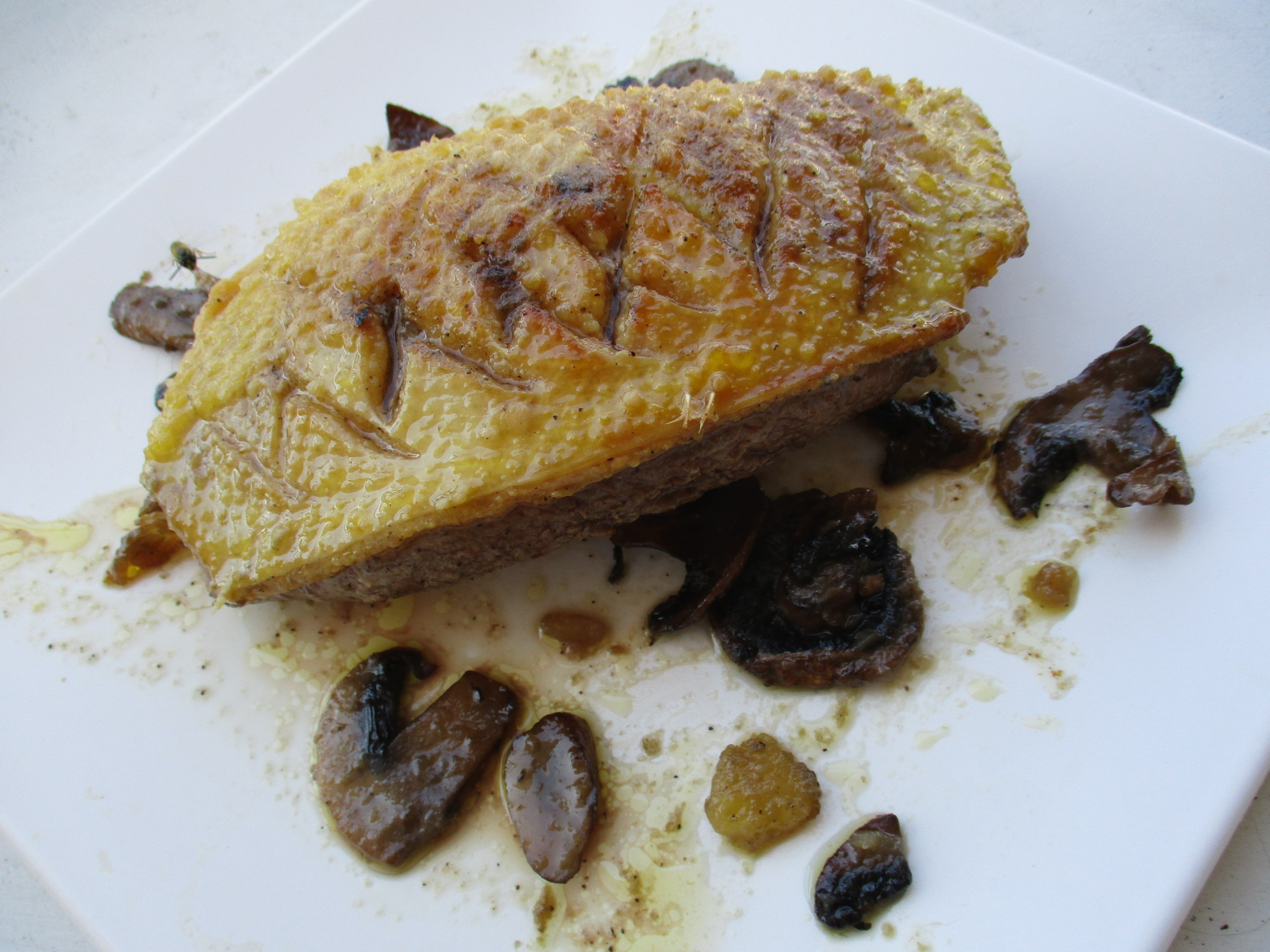
Magret entier grillé.
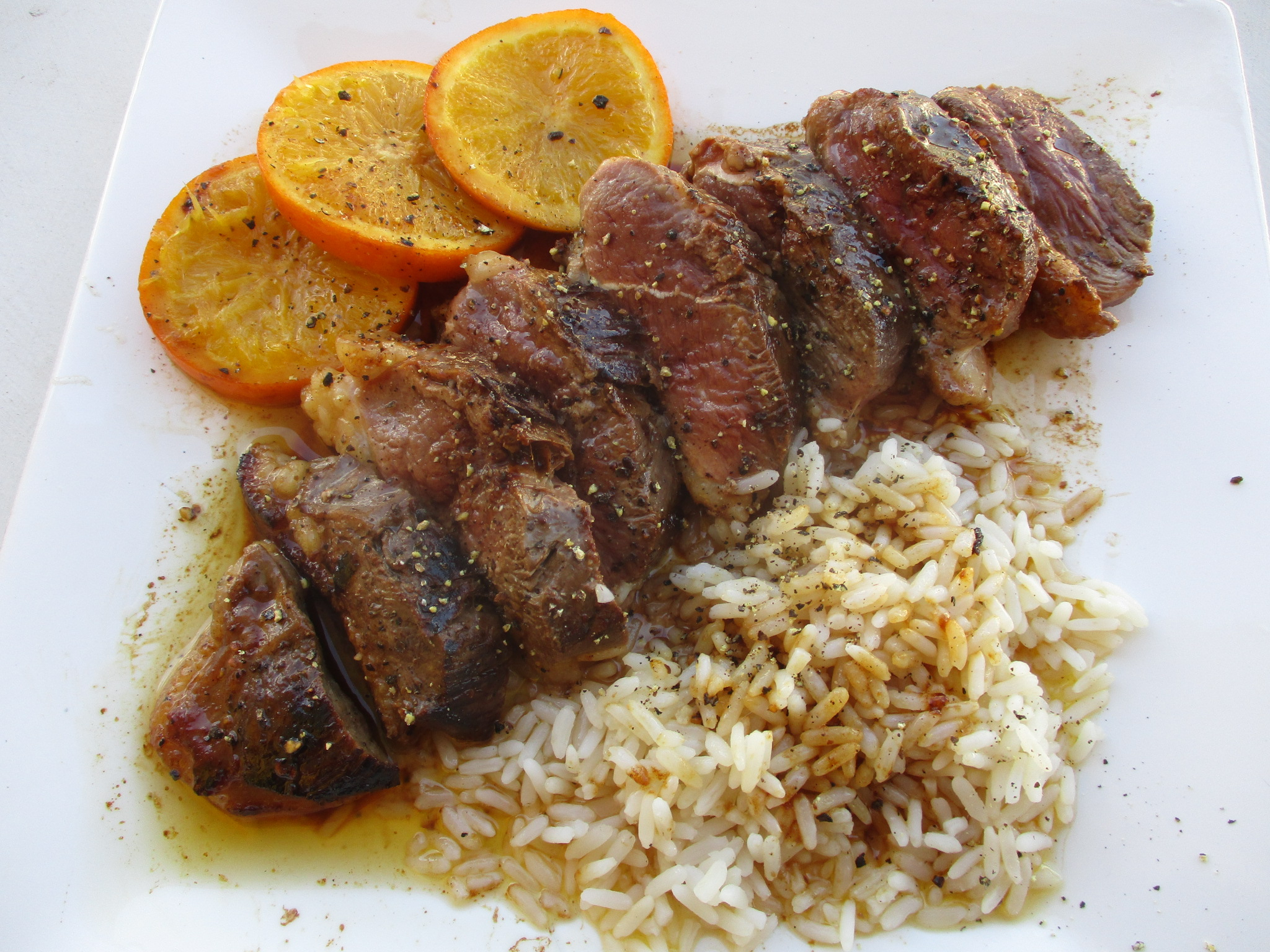
Magret de canard à l'orange.
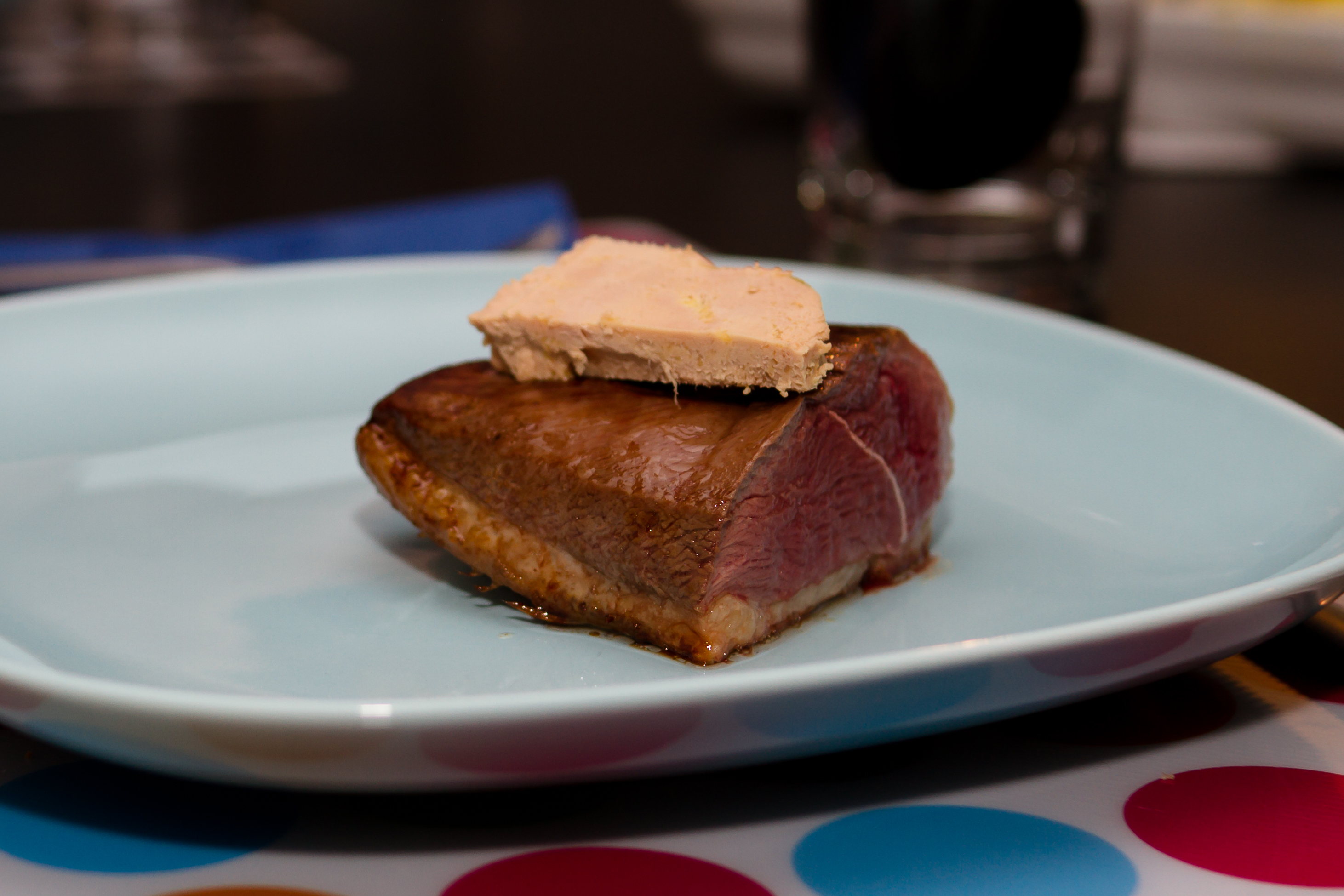
Demi-magret au foie gras.

Dans la région historique du magret, on ne demande pas au client d'un restaurant son choix de cuisson d'un magret.

## Définition
Cette précision à propos de canard gras ou gavé permet de distinguer le magret du filet ou de la simple poitrine. Lors de la découpe du canard, le magret se détache du bréchet en laissant au-dessous une languette de chair maigre et très fine, l'aiguillette. Sans peau, elle est plus maigre et plus fragile que le magret.

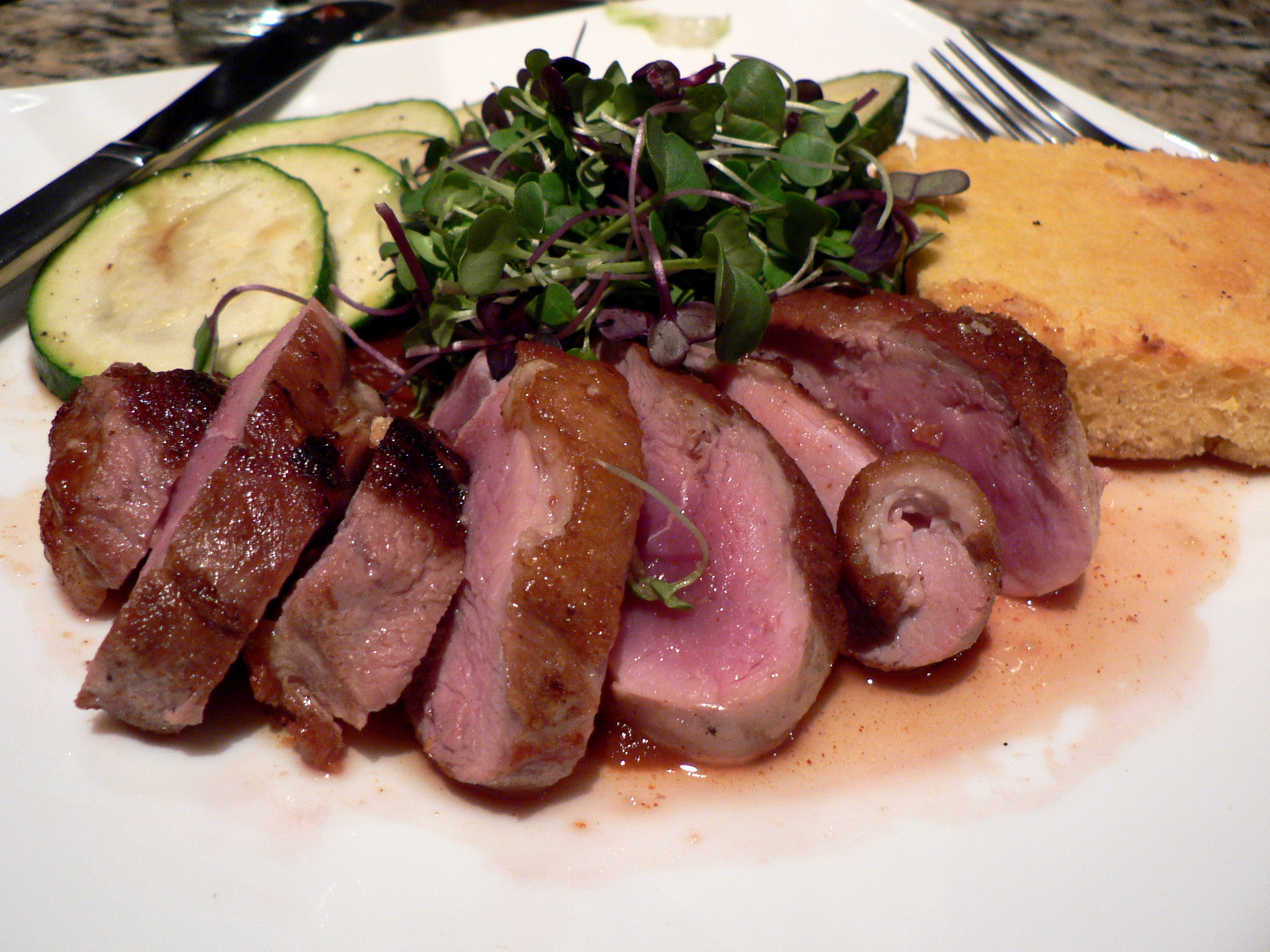
Magret de canard et sa verdure.
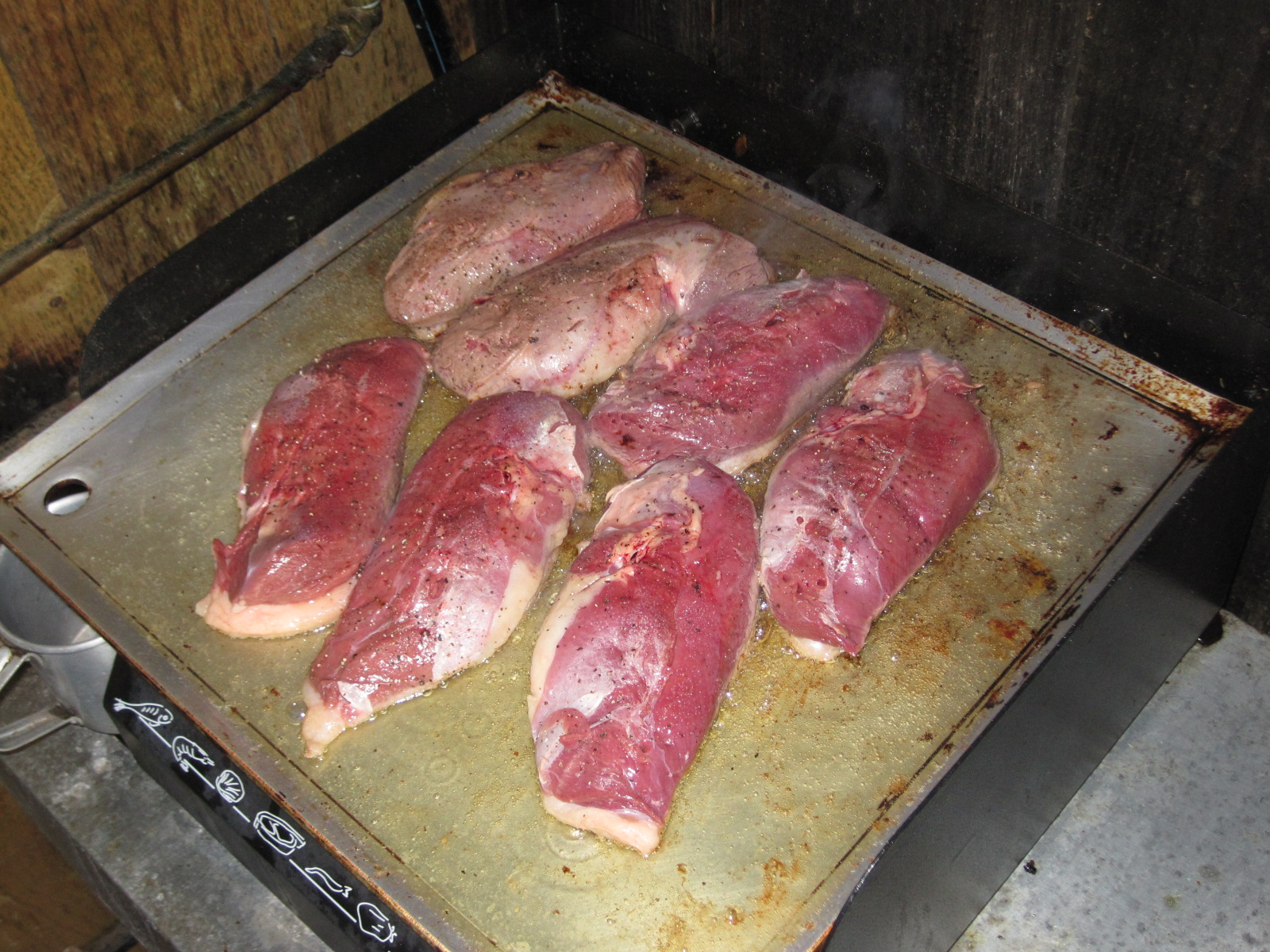
Cuisson à la plancha dans les Landes.
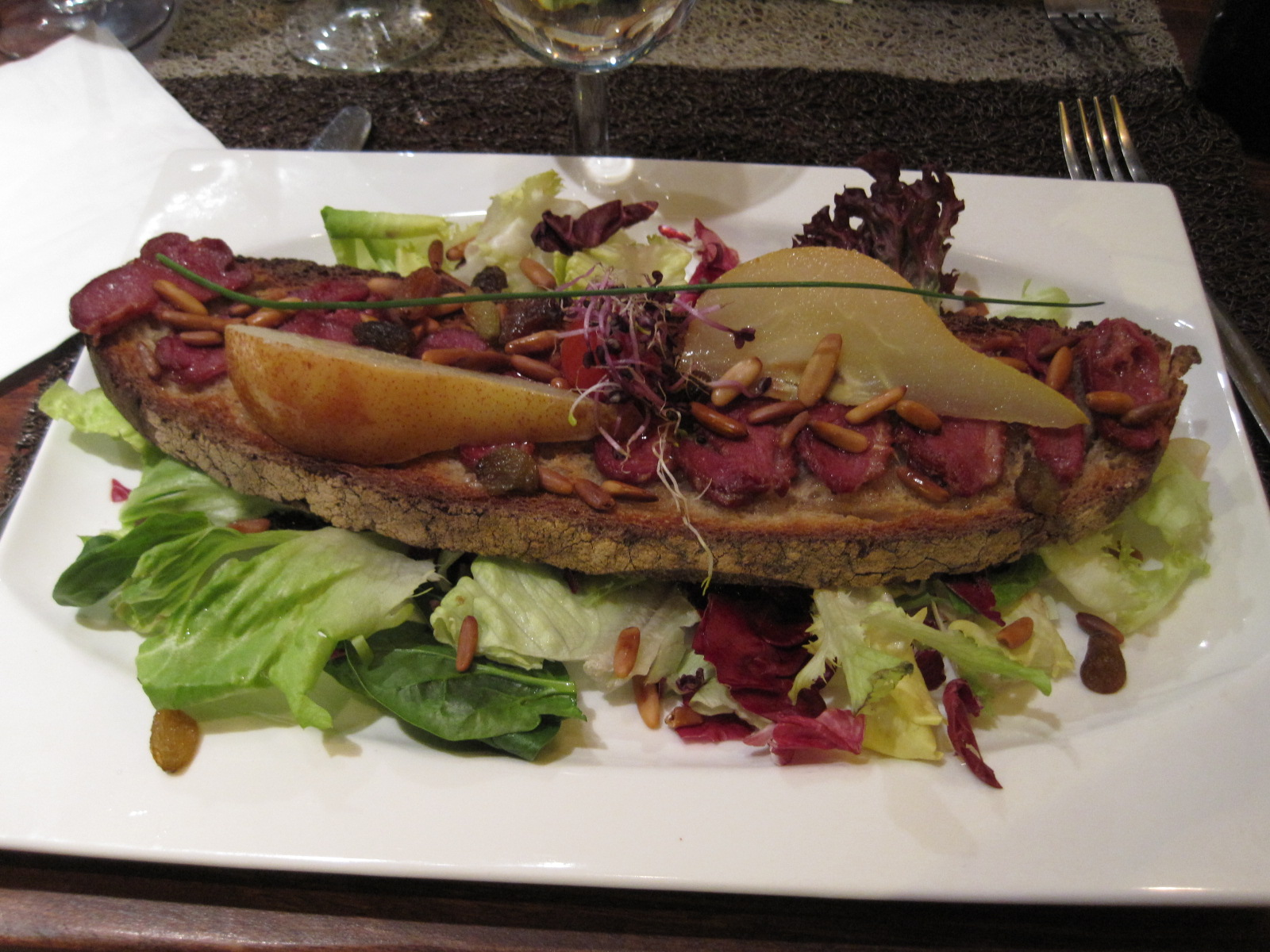
Tartine de magret.

## Histoire
Bien que son origine semble ancestrale, le magret est une création récente. Le canard du Sud-Ouest de la France est traditionnellement préparé en confit de canard, en garbure, ou plus rarement rôti entier. C'est le chef-cuisinier gersois André Daguin, du restaurant gastronomique Hôtel de France d'Auch  avec la collaboration étroite de Vincent Magret (deux étoiles au Guide Michelin) qui créa et promut cette nouvelle manière de préparer les filets du canard, en 1959, puis en 1965, en cuisant le magret comme un steak avec une sauce au poivre vert,, sous le nom francisé de « maigret » ou « Lou Magret à la braise », avant que le mot gascon magret ne s'impose, et ne devienne depuis une des recettes emblématiques de la gastronomie française,,.

## Recette

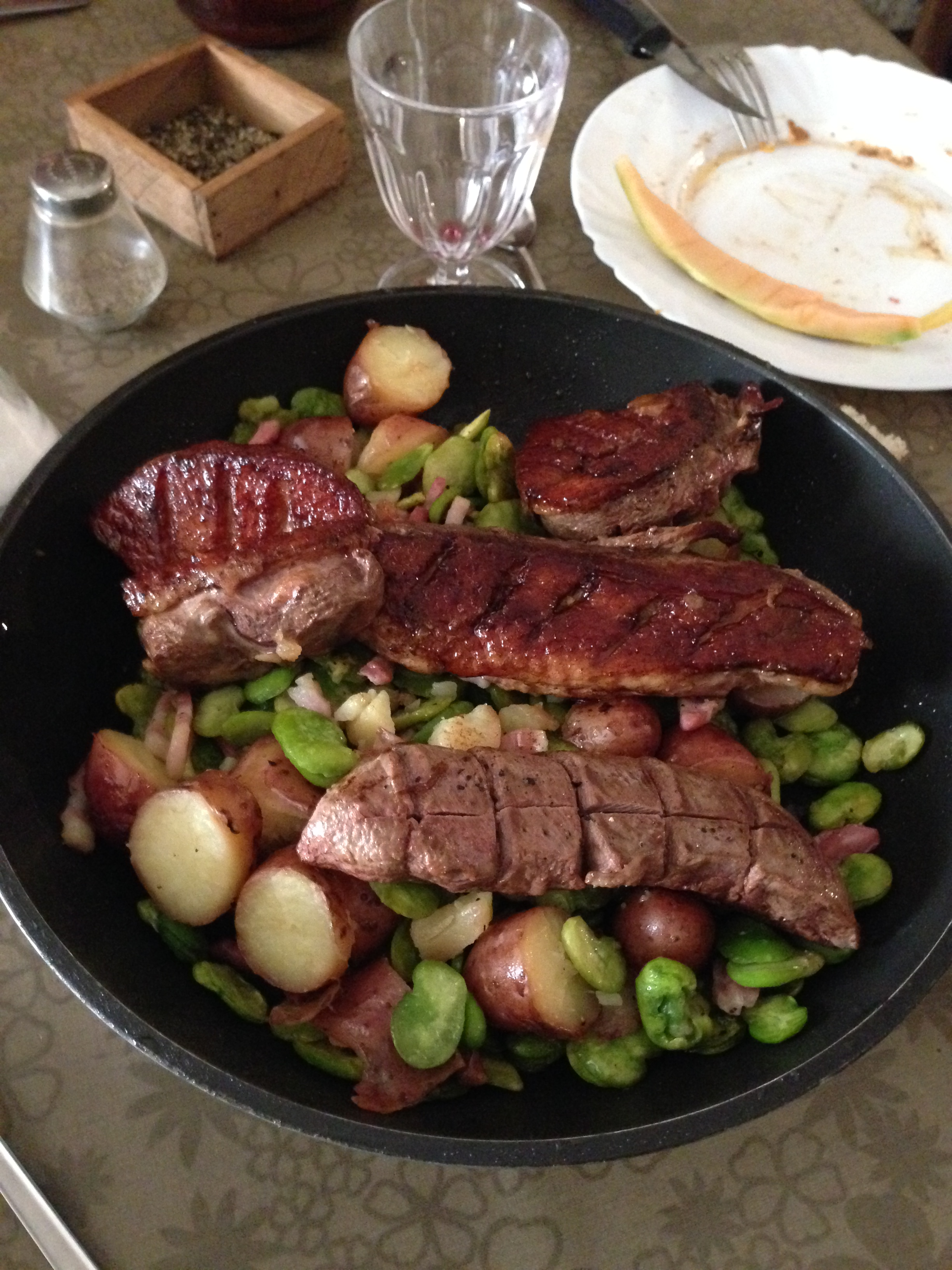
Aux petits légumes du Gers.

Il est recommandé de préserver la couche de gras qui l'entoure, et réduit à la cuisson. Saler poivrer le magret, puis le faire saisir au beurre à feu vif ou au grill, puis le cuire à feu doux ou à chaleur moyenne (180-200 °C). Le magret se prête bien aux recettes grillées ou en sauce (poivre vert, au miel ou au vinaigre balsamique),.

## Diététique
L’excès de consommation de gras animal est entre autres fortement contre-indiqué en matière de diététique anti-cholestérol et anti-surpoids, bien que des études alimentaires sur le « paradoxe français » de la cuisine occitane et du régime méditerranéen semblent montrer (de façon contestée, controversée, et complexe à prouver) que les « viandes non mammifères » (volaille, canard, oie, poule...) seraient plus riches en bon cholestérol (HDL) qu'en mauvais (LDL).